# 鄭夢根
鄭夢根（韓語：정몽근，1942年4月11日—），韓國企業家，鄭周永三子，現代百貨的名譽會長。

## 學歷
- 1961年，高中畢業。
- 1965年，漢陽大學土木工程本科畢業。

## 職業生涯
1968年3月起，成為現代集團的建築工人，一直做到1973年12月。
1974年1月，升任晉江開發的行業主管人，一直做到1974年4月。
1987年1月開始，成為金剛實業的發展代表，一直做到2000年3月。
從2000年4月起，到2006年12月，又變成現代百貨的代表人。
2006年12月後，職銜改變為現代百貨店的名譽主席。